# 雷氏單頜鰻
雷氏單頜鰻為輻鰭魚綱囊鰓鰻目單頜鰻科的其中一種，分布於印度洋海域，屬深海魚類，棲息深度1500-3910公尺，體長可達11.2公分。

## 擴展閱讀
維基物種上的相關：雷氏單頜鰻